# Lijst van hoogste gebouwen van de Verenigde Staten

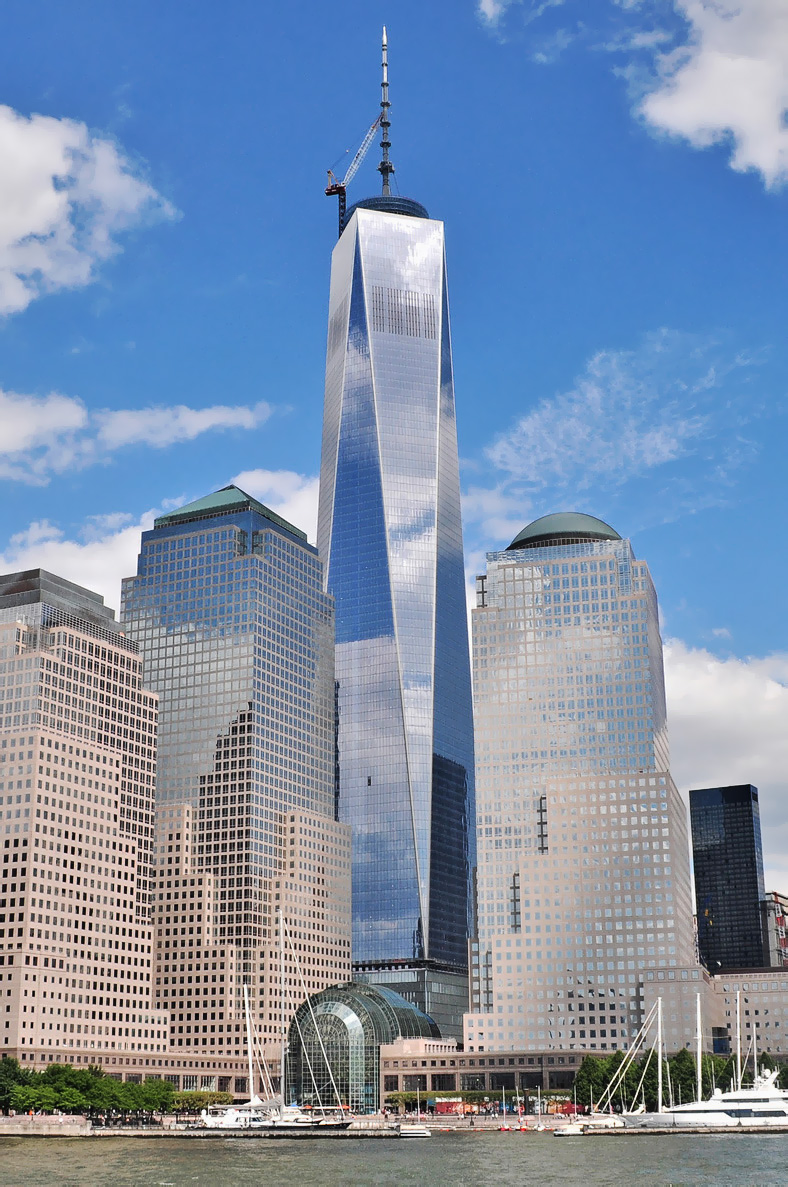
1. One World Trade Center

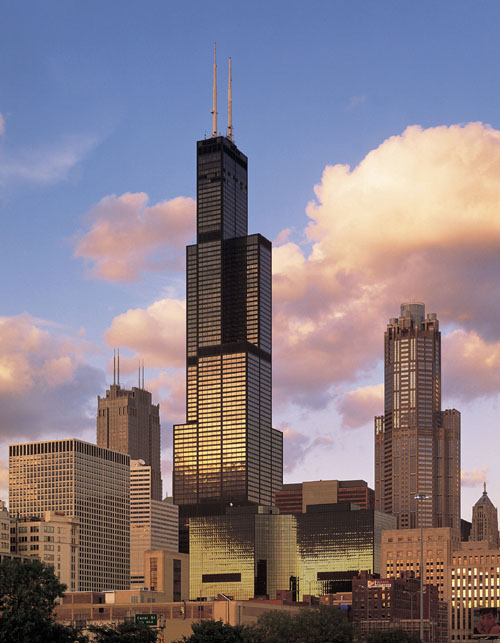
3. Willis Tower

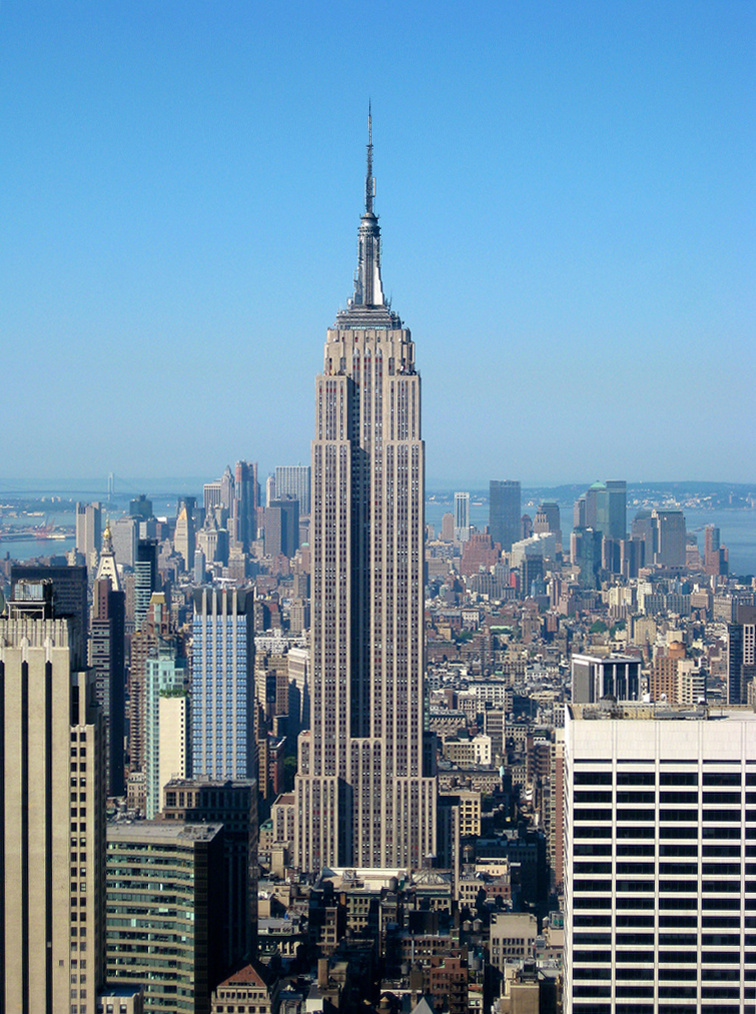
8. Het Empire State Building

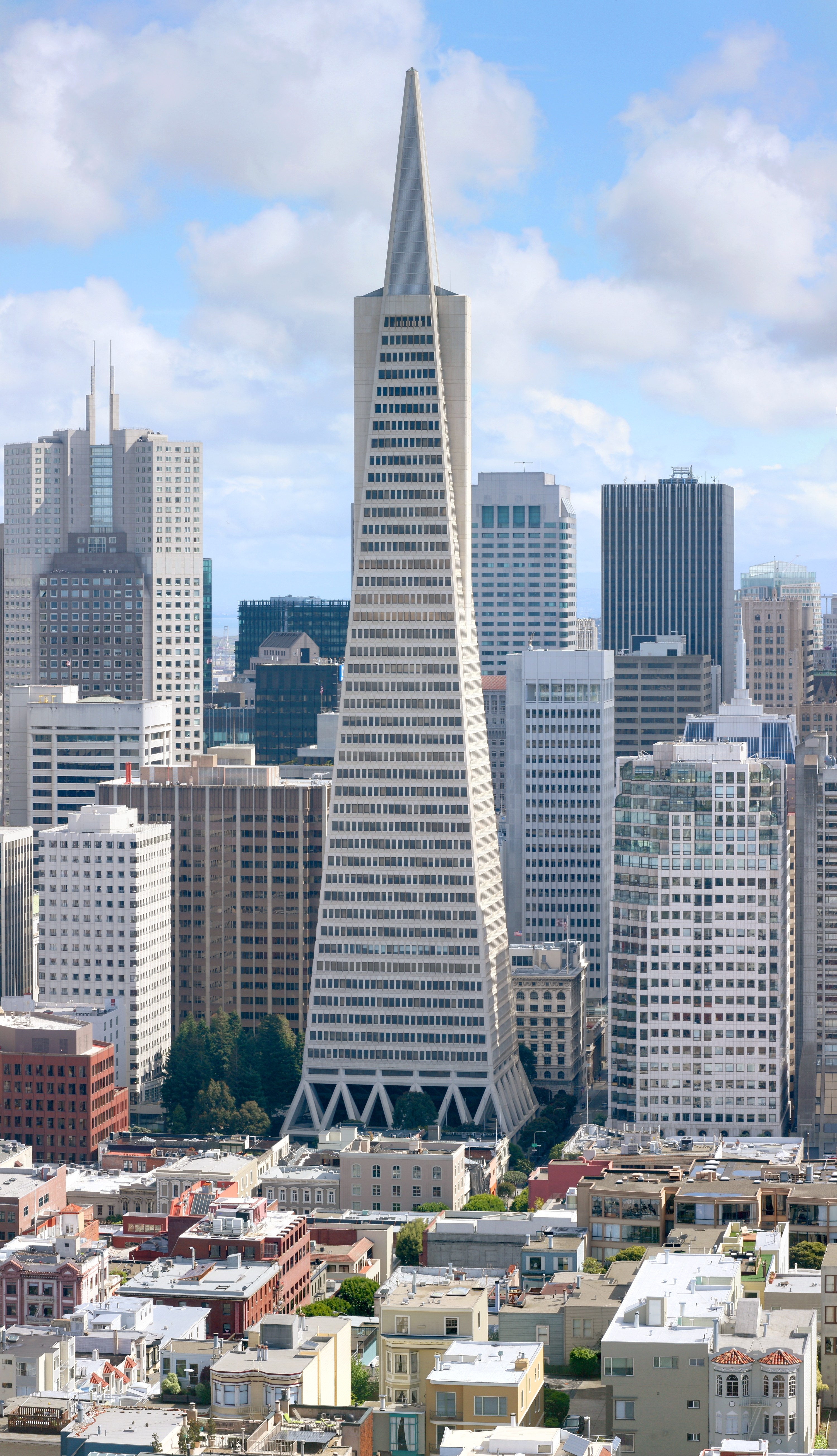
36. Transamerica Pyramid

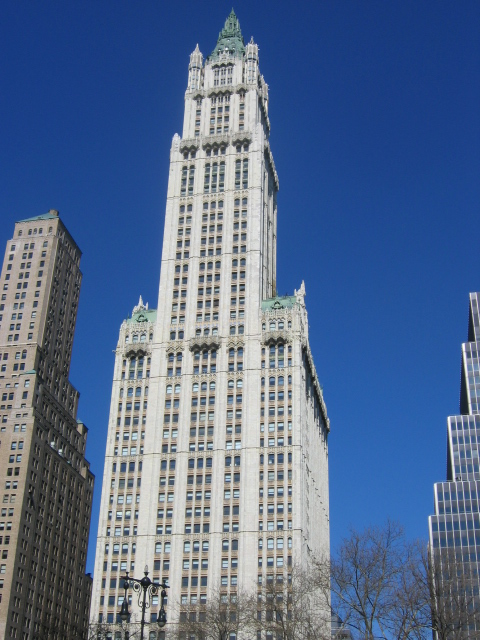
51. Woolworth Building

De lijst van de hoogste gebouwen van de Verenigde Staten bevat informatie over de vijftig hoogste gebouwen in de VS. Gebouwen waarvan de naam vetgedrukt is, waren ten tijde van hun voltooiing het hoogste gebouw ter wereld.

## Hoogste gebouwen
| Plaats | Gebouw                              | Locatie           | Hoogte | Verdiepingen | Bouwjaar |
| ------ | ----------------------------------- | ----------------- | ------ | ------------ | -------- |
| 1      | One World Trade Center              | New York, NY      | 541 m  | 94           | 2014     |
| 2      | Central Park Tower                  | New York, NY      | 472 m  | 99           | 2021     |
| 3      | Willis Tower (Sears Tower)          | Chicago, IL       | 442 m  | 110          | 1974     |
| 4      | 111 West 57th Street                | New York, NY      | 435 m  | 85           | 2022     |
| 5      | One Vanderbilt                      | New York, NY      | 427 m  | 93           | 2020     |
| 6      | 432 Park Avenue                     | New York, NY      | 426 m  | 88           | 2016     |
| 7      | Trump International Hotel and Tower | Chicago, IL       | 423 m  | 98           | 2009     |
| 8      | 270 Park Avenue                     | New York, NY      | 423 m  | 60           | 2025     |
| 9      | 30 Hudson Yards                     | New York, NY      | 387 m  | 73           | 2019     |
| 10     | Empire State Building               | New York, NY      | 381 m  | 102          | 1931     |
| 11     | Bank of America Tower               | New York, NY      | 366 m  | 55           | 2009     |
| 12     | St. Regis Chicago                   | Chicago, IL       | 365 m  | 101          | 2020     |
| 13     | Aon Center                          | Chicago, IL       | 346 m  | 83           | 1973     |
| 14     | John Hancock Center                 | Chicago, IL       | 344 m  | 100          | 1969     |
| 15     | Comcast Technology Center           | Philadelphia, PA  | 342 m  | 60           | 2018     |
| 16     | Wilshire Grand Center               | Los Angeles, CA   | 342 m  | 73           | 2017     |
| 17     | 3 World Trade Center                | New York, NY      | 329 m  | 69           | 2018     |
| 18     | Salesforce Tower                    | San Francisco, CA | 326 m  | 61           | 2018     |
| 19     | The Brooklyn Tower                  | New York, NY      | 325 m  | 74           | 2022     |
| 20     | 53W53                               | New York, NY      | 320 m  | 77           | 2019     |
| 21     | Chrysler Building                   | New York, NY      | 319 m  | 77           | 1930     |
| 22     | The New York Times Building         | New York, NY      | 319 m  | 52           | 2007     |
| 23     | The Spiral                          | New York, NY      | 314 m  | 66           | 2022     |
| 24     | Bank of America Plaza               | Atlanta, GA       | 312 m  | 55           | 1992     |
| 25     | U.S. Bank Tower                     | Los Angeles, CA   | 310 m  | 73           | 1990     |
| 26     | AT&T Corporate Center               | Chicago, IL       | 307 m  | 60           | 1989     |
| 27     | One57                               | New York, NY      | 306 m  | 75           | 2013     |
| 28     | J.P. Morgan Chase Tower             | Houston, TX       | 305 m  | 75           | 1982     |
| 29     | 520 Fifth Avenue                    | New York, NY      | 305 m  | 76           | 2026     |
| 30     | 35 Hudson Yards                     | New York, NY      | 305 m  | 72           | 2019     |
| 31     | 1 Manhattan West                    | New York, NY      | 304 m  | 69           | 2022     |
| 32     | Two Prudential Plaza                | Chicago, IL       | 303 m  | 64           | 1990     |
| 33     | Wells Fargo Plaza                   | Houston, TX       | 302 m  | 71           | 1983     |
| 34     | 50 Hudson Yards                     | New York, NY      | 299 m  | 58           | 2022     |
| 35     | 4 World Trade Center                | New York, NY      | 298 m  | 78           | 2013     |
| 36     | One Chicago East Tower              | Chicago, IL       | 297 m  | 78           | 2022     |
| 37     | Comcast Center                      | Philadelphia, PA  | 296 m  | 57           | 2008     |
| 38     | 311 South Wacker Drive              | Chicago, IL       | 293 m  | 65           | 1990     |
| 40     | American International Building     | New York, NY      | 290 m  | 67           | 1932     |
| 41     | Key Tower                           | Cleveland, OH     | 289 m  | 57           | 1991     |
| 42     | One Liberty Place                   | Philadelphia, PA  | 288 m  | 61           | 1987     |
| 43     | Columbia Center                     | Seattle, WA       | 284 m  | 76           | 1984     |
| 44     | 40 Wall Street (Trump Building)     | New York, NY      | 283 m  | 71           | 1930     |
| 45     | Bank of America Plaza               | Dallas, TX        | 281 m  | 72           | 1985     |
| 46     | Citigroup Center                    | New York, NY      | 279 m  | 59           | 1977     |
| 48     | Williams Tower                      | Houston, TX       | 275 m  | 64           | 1983     |
| 49     | Renaissance Tower                   | Dallas, TX        | 270 m  | 56           | 1975     |
| 50     | Beekman Tower                       | New York, NY      | 267 m  | 76           | 2011     |

## Hoogste gebouwen naar torenspitshoogte
Deze lijst rangschikt gebouwen in de Verenigde Staten gebaseerd op de hoogte van de torenspits, die ook antennemasten kan omvatten. De standaard architectonische maatstaf van de hoogte, die de antennes in bouwhoogte uitsluit, is inbegrepen ter vergelijking.

These are the tallest buildings in US.

| Plaats | Gebouw                              | Locatie      | Torenspitshoogte | Standaardhoogte | Bouwjaar |
| ------ | ----------------------------------- | ------------ | ---------------- | --------------- | -------- |
| 1      | Willis Tower (Sears Tower)          | Chicago, IL  | 527 m            | 442 m           | 1974     |
| 2      | John Hancock Center                 | Chicago, IL  | 457 m            | 344 m           | 1969     |
| 3      | Empire State Building               | New York, NY | 443 m            | 381 m           | 1931     |
| 4      | Trump International Hotel and Tower | Chicago, IL  | 423 m            | 423 m           | 2009     |
| 5      | Bank of America Tower               | New York, NY | 366 m            | 366 m           | 2009     |
| 6      | Aon Center                          | Chicago, IL  | 346 m            | 346 m           | 1973     |
| 7      | Condé Nast Building                 | New York, NY | 341 m            | 247 m           | 1999     |
| 8      | Chrysler Building                   | New York, NY | 319 m            | 319 m           | 1930     |
| 9      | The New York Times Building         | New York, NY | 319 m            | 319 m           | 2007     |
| 10     | Bank of America Plaza               | Atlanta, GA  | 317 m            | 312 m           | 1992     |

## Links
- SkyscraperCity